# 渡部大樹
渡部 大樹（わたなべ たいじゅ、1996年2月16日 - ）は、大阪府出身のサッカー選手。ポジションはミッドフィールダー（MF）。

## 来歴
IRIS生野、興國高校を経て大阪産業大学へ進学。大学卒業後、所属チームは決まっていなかったが2019年よりブラウブリッツ秋田へ加入することが発表された。シーズン終了後、契約満了により1年で退団した。
2021年、スペイン・カタルーニャ州1部のアトレティック・サント・ジャストへ加入。
2022年、スペイン・5部のUEサンツへ移籍。

## 所属クラブ
ユース経歴
- 生野南FC
- IRIS生野
- 2011年 - 2013年 興國高校
- 2014年 - 2017年 大阪産業大学

プロ経歴
- 2019年  ブラウブリッツ秋田
- 2021年  アトレティック・サント・ジャスト
- 2022年  UEサンツ

## 個人成績
| 国内大会個人成績 | 国内大会個人成績 | 国内大会個人成績 | 国内大会個人成績 | 国内大会個人成績 | 国内大会個人成績 | 国内大会個人成績 | 国内大会個人成績 | 国内大会個人成績 | 国内大会個人成績 | 国内大会個人成績 | 国内大会個人成績 |
| 年度             | クラブ           | 背番号           | リーグ           | リーグ戦         | リーグ戦         | リーグ杯         | リーグ杯         | オープン杯       | オープン杯       | 期間通算         | 期間通算         |
| 年度             | クラブ           | 背番号           | リーグ           | 出場             | 得点             | 出場             | 得点             | 出場             | 得点             | 出場             | 得点             |
| 日本             | 日本             | 日本             | 日本             | リーグ戦         | リーグ戦         | リーグ杯         | リーグ杯         | 天皇杯           | 天皇杯           | 期間通算         | 期間通算         |
| ---------------- | ---------------- | ---------------- | ---------------- | ---------------- | ---------------- | ---------------- | ---------------- | ---------------- | ---------------- | ---------------- | ---------------- |
| 2019             | 秋田             | 4                | J3               | 0                | 0                | -                | -                | 0                | 0                | 0                | 0                |
| 通算             | 日本             | 日本             | J3               | \|0              | 0                | -                | -                | 0                | 0                | 0                | 0                |
| 総通算           | 総通算           | 総通算           | 総通算           | \|0              | 0                | -                | -                | 0                | 0                | 0                | 0                |